# بیماری‌های التهابی با واسطه سیستم ایمنی
یک بیماری التهابی با واسطهٔ سیستم ایمنی (به انگلیسی: (Immune-mediated inflammatory disease (IMID) هر یک از گروهی از شرایط یا بیماری‌هایی است که فاقد علت قطعی، اما که توسط مسیرهای مشترک‌التهابی که منجر به التهاب مشخص، و که ممکن است از نتیجه، یا توسط آن باعث اختلال در نظم پاسخ ایمنی طبیعی شود است. همه IMIDها می‌تواند سبب ضایعه عضو بدن بی‌بازگشت شود، و با افزایش بیماری و/یا مرگ همراه است.